# Shiatsu
Shiatsu (transliteração do kanji japonês 指圧) é um método terapêutico originado no Japão entre o final do século XIX e início do século XX, tendo-se criado desde o princípio diferentes técnicas, ramos e estilos, que seguiram modificando-se quando o shiatsu encontrou-se com outras culturas de cura por todo o mundo. A despeito das muitas diferenças entre suas várias escolas, o shiatsu mantém sua característica básica, que é ser uma terapia corporal que utiliza pressões com os dedos ao longo do corpo (em japonês, o vocábulo vem de shi, "dedos" + atsu, "pressão"). O shiatsu é praticado de forma profissional, mas também em ambiente familiar (amador).

## História doShiatsu

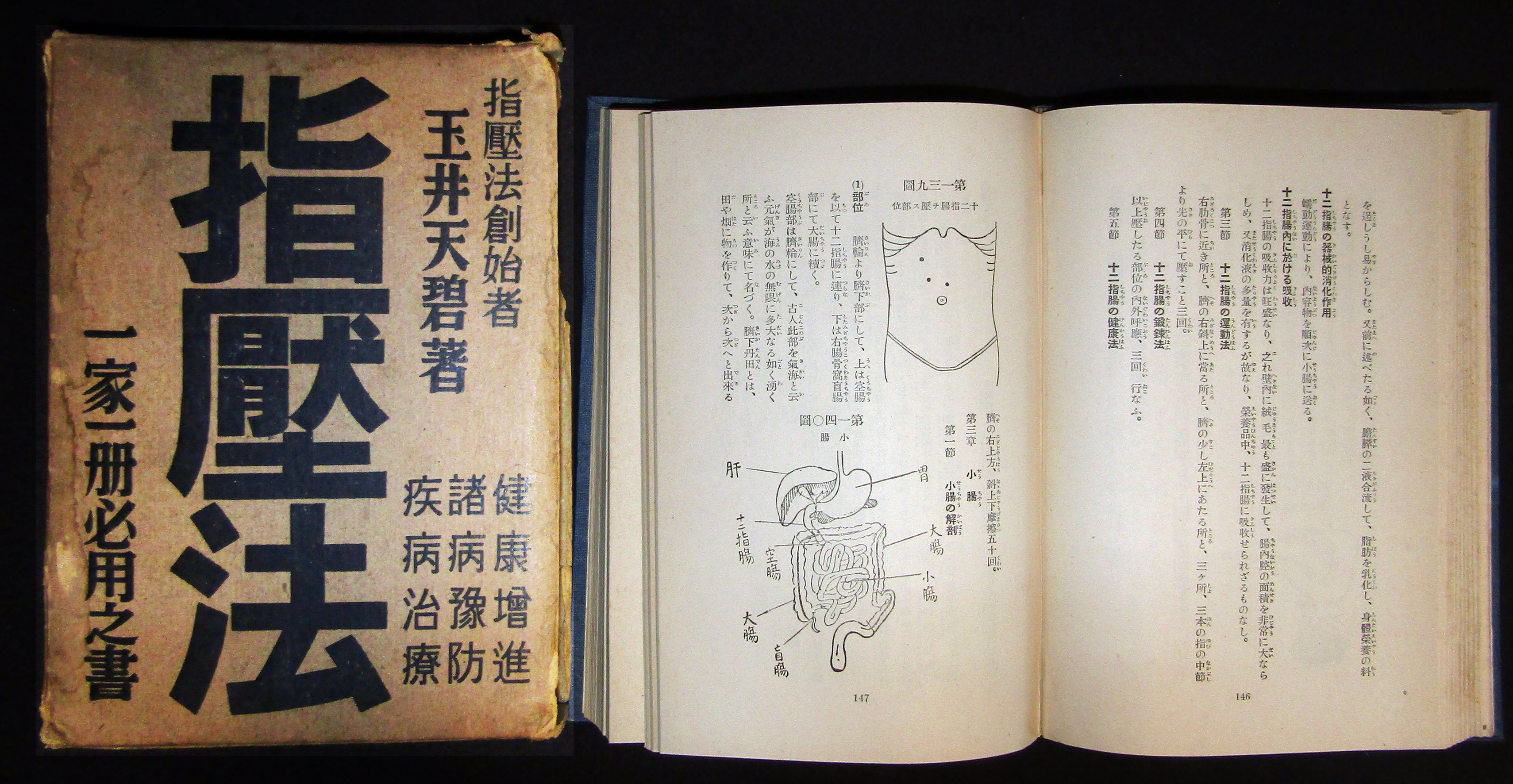
Tenpeki Tamai: Shiatsu-hō. 1939

O Shiatsu iniciou no Japão por múltiplas origens, o que provoca até hoje controvérsias entre seus estudiosos. Este país viveu uma cultura praticamente isolada do resto do mundo até fins do século XIX, quando abriu suas portas ao exterior. Durante esse tempo, desenvolveu tratamentos e técnicas de saúde próprios, tanto no meio formal (aristocracia japonesa) como informal (massa camponesa). Possuem forte peso, em tais práticas, as tradições filosóficas, marciais e religiosas praticadas na época. De entre os métodos de tratamento amplamente utilizados para uma série de mazelas, a massagem anma era a mais conhecida, e incluía técnicas de pressão com os dedos com uma rica conjunção de manobras. Por diversas circunstâncias a pressão com os dedos destacou-se das demais práticas, e deu origem ao shiatsu.
Formalmente, o primeiro texto escrito utilizando a palavra é da autoria de Tamai Tempeki (cujo nome também é escrito em transliteração à grafia japonesa kanji como Tempaku), que em 1915 escreveu o "Shiatsu Ho". Não se pode, contudo, dizer que o shiatsu já  fosse praticado. Tempeki fora ainda professor de Tokujiro Namikoshi, mestre japonês que é tido por muitos como o "pai" do shiatsu moderno. De fato, o shiatsu foi reconhecido oficialmente e definitivamente pelo governo japonês através da escola e métodos de Namikoshi, em meados do século XX.
Após a derrota japonesa na Segunda Guerra Mundial, houve uma massa migratória de japoneses para diversos países. Assim, em diferentes países, japoneses fundaram suas escolas, de estilos e tradições diferentes, propagando o shiatsu e suas variações por todo o mundo. Nos anos 1970, começaram a abrir novas escolas, e novos métodos passaram a ser conhecidos. Na década seguinte, toma notoriedade o trabalho conhecido como "Zen Shiatsu" de Shizuto Masunaga e Wataru Ohashi. A partir dos anos 1970, começa-se a observar a incorporação de novos conhecimentos e técnicas ao shiatsu, inclusive pelos novos professores ocidentais. Nos anos 1980, surgem as grandes escolas de origem mista, como o Ohashiatsu nos Estados Unidos e Palombini Shiatsu na Itália. Os anos 1990 consolidam o shiatsu moderno e dá início a um processo de intercâmbio entre as diferentes escolas de shiatsu. Organizações de shiatsu surgem. Os anos 2000 fazem surgir as primeiras federações, associações e organizações internacionais. Em 2009, acontece o primeiro congresso, reunindo pessoas de 4 continentes na Espanha.

### História do Shiatsu no Brasil
O Shiatsu chega ao Brasil através dos grandes ciclos de imigração japonesa no Brasil, praticado nas colônias e ensinado conforme as tradições familiares. Pode-se dizer que, até os anos 1960, é praticado especialmente pelos Nikkeis no Brasil, em comunidades budistas e dojôs (academias) de artes marciais. Nos anos 1980, se iniciou o processo de formalização do ensino, reconhecimento oficial etc.

## Linha do tempo
1912: Tokujiro Namikoshi descobriu intuitivamente sua própria terapia ao tratar a sua mãe com seu dedo polegar e a palma da mão. Em primeiro lugar, o nome desta terapia foi Appaku e depois mudou para Shiatsu.
1915: Tamai Tempaku publicou seu livro "O Método Shiatsu" (Shiatsu-ho)
1925: Namikoshi abriu sua primeira clínica para a terapia shiatsu.
1940: Namikoshi abriu a primeira escola de terapia shiatsu em Tóquio. (Agora esta escola se conhece como Colégio Japonês de shiatsu.)
1940: Namikoshi formou a primeira associação da terapia shiatsu. (Atualmente esta associação é conhecida como a Associação Japonesa de shiatsu, mas só congrega praticantes do método Namikoshi).
1945: Após a Segunda Guerra Mundial, as formas tradicionais de medicina japonesa foram proscritas pelo governo de ocupação. A proibição causou muito protesto e a proibição foi revogada para algumas das técnicas - o shiatsu foi uma delas.
1950: Toshiko Phipps converte-se na primeira terapeuta de shiatsu qualificado para ensinar nos Estados Unidos.
1953: Namikoshi e seu filho Toru convidados ao Palmer Chiropractic College de Shiatsu para introduzir o shiatsu nos Estados Unidos.
1955: O Shiatsu é reconhecido pelo governo Japonês mas só em conjunto com a massagem Anma.
1956: Tokujiro Namikoshi trata Marilyn Monroe após a atriz adoecer durante sua visita ao Japão e não ter respondido ao tratamento convencional.
1957: o Shiatsu é reconhecido oficialmente pelo Japão como uma terapia autônoma.
1964: o Shiatsu é definido oficialmente pelo Ministério de Saúde e Bem-estar no Japão.
1964: Rudy Palombini, consegue o primeiro diploma dado a um europeu da Nipon Shiatsu School sob direção de Tokujiro Namikoshi.
1968: o monge budista Tokuda Igarashi chega ao Brasil e, desde então, aplica e ensina seu próprio método de shiatsu, além de práticas de saúde budistas.
1979: Rudy Palombini funda a Scuola Italiana de Shiatsu (Escola Italiana de Shiatsu) autorizada diretamente por Tokujiro Namikoshi para ensinar o estilo de shiatsu de Namikoshi na Itália. No mesmo momento, o Método Palombini é reconhecido como uma variante inovadora do Shiatsu Namikoshi inspirada na cultura ocidental.
1980: Luiza Sato, após aprender a técnica de Shiatsu com o mestre Zenzo Yamamoto, inaugura sua primeira clínica de Shiatsu em São Paulo.
1980: Pauline Sasaki e Wataru Ohashi, discípulos de Masunaga, ensinam Shiatsu nos Estados Unidos e Grã-Bretanha.
1981: Criada a Sociedade de Shiatsu no Reino Unido.
1983: Criada a Associação de Terapia Shiatsu de Ontário.
1989: AOBTA é formada nos Estados Unidos (Associação Americana de Terapia Oriental).
1997: Parlamento europeu define que o shiatsu é uma das abordagens alternativas dignas de interesse (resolução A4-0075/97 votada em 29 de maio de 1997). No mesmo ano, o espanhol Arturo Valenzuela passa a organizar grupos de trabalho para atuação em alas pediátricas dos hospitais públicos de Madrid.
1999: Criada a Sociedade Canadense de British Columbia.
2000: Descoberto o asteroide 61386, batizado como "Namikoshi" pelo astrônomo suíço Stepano Sposetti.
2005: Cria-se o grupo Namikoshi Shiatsu Europa.
2007: Publicado o livro Shiatsu Emocional, primeira vertente de Shiatsu do Brasil ensinado e praticado internacionalmente. 
2009: Realizado em Madrid o congresso internacional de Shiatsu reunindo praticantes do Canadá, Estados Unidos, Austrália, Espanha, Itália, Portugal, Holanda, Chile, Brasil e Japão.
2009: O Sindacta - Sindicato de Acupuntura e terapias afins - é revitalizado. Recebe os primeiros membros praticantes de Shiatsu.
2011: Criação da Associação Brasileira de Shiatsu

## Shiatsuno Brasil

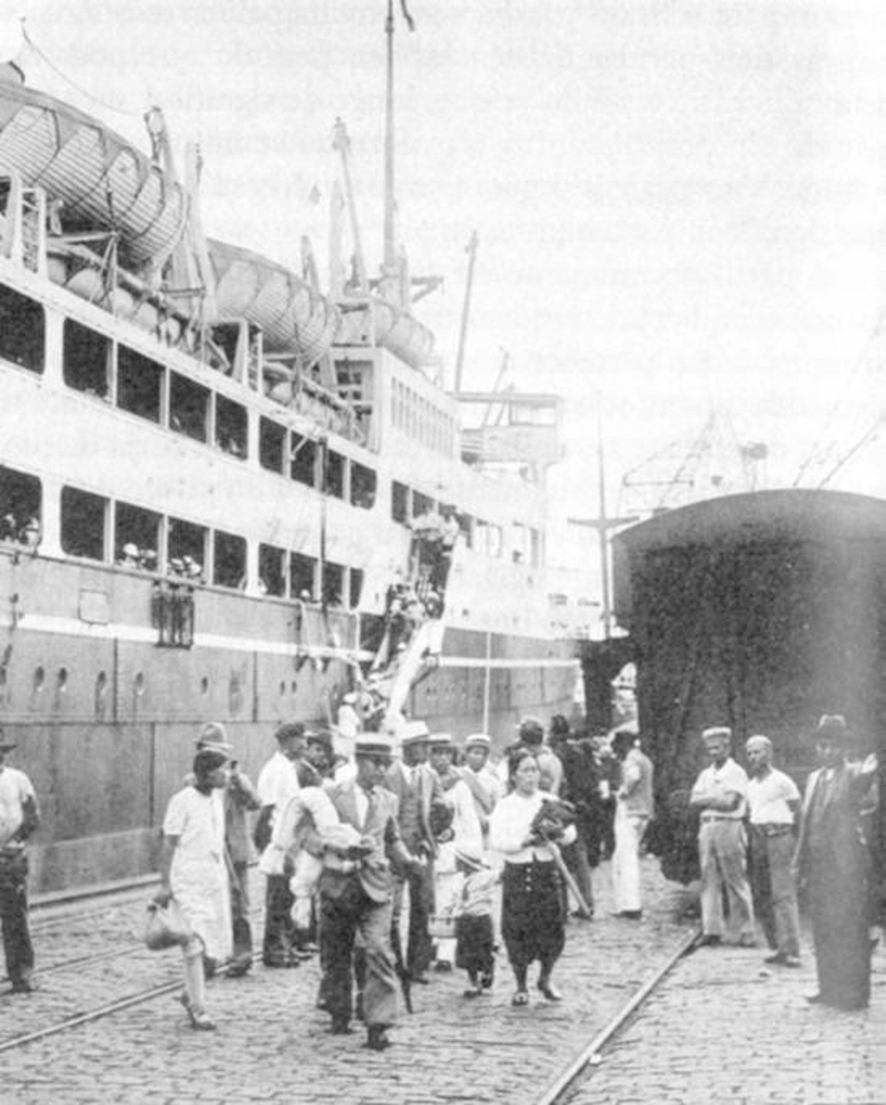
Em 1937, muitos japoneses já chegavam ao Brasil com conhecimentos práticos de Shiatsu

O Shiatsu no Brasil tem formação reconhecida por leis estaduais, é considerado profissão de acordo com o Catálogo Brasileiro de Ocupações, e tem ampla aceitação social. A prática profissional do Shiatsu é encontrada em todo o Brasil, e a prática amadora ou familiar principalmente nos estados que receberam colônias japonesas. O Shiatsu encontrou, no Brasil, liberdade para desenvolver-se, e grande aceitação social, e hoje possui uma diversificada oferta de cursos, profissionais e centros dedicados ao assunto. Com o aumento da capacidade econômica brasileira e as novas tecnologias de educação, o país iniciou recentemente seu intercâmbio com os demais países e continentes. Seu desenvolvimento particular, ocorrido em paralelo aos movimentos do Shiatsu na América do Norte e Europa, tem despertado o interesse mundial.

## Estilos e Escolas de Shiatsu
Bem difundidas em todo o mundo, a maioria possui um caráter marginal no Japão, onde o Shiatsu oficialmente reconhecido é somente o do método Namikoshi. De lá, tornaram-se conhecidos pelo mundo o Método Koho (ou método antigo), propagado como um estilo "médico" e difundido muitas vezes entre praticantes de artes marciais japonesas como Aiquidô ou caratê. O chamado Zen Shiatsu (método de Masunaga) é amplamente difundido na Europa, Oceania e Américas, e seu apelo suave e despretensioso é particularmente buscado nas culturas ocidentais. O Brasil recebeu a influência direta dos japoneses imigrantes do início do Século e formaram escolas com personalidade própria, como a EOMA em São Paulo. Livros traduzidos como o de Shizuko Yamamoto (Shiatsu dos pés descalços, conhecido ainda como Shiatsu Macrobiótico) trouxeram o conhecimento do Shiatsu Macrobiótico, da Escola dos Cinco Elementos, entre outros. A virada do milênio trouxe diversos novos estilos, criados por estudos transversais entre um ou mais métodos de Shiatsu com os novos conhecimentos científicos, sociológicos, históricos, psicológicos etc., como o Quantum Shiatsu de Pauline Sasaki (Inglaterra), Shiatsu Mio-energético (França), Tokuda Igarashi Shiatsu (Brasil), Shiatsu Emocional ou Método Shiem (Brasil) e Seiki Shiatsu (Israel).

## Datas Comemorativas
Dia 23 de março é a data oficial de comemoração do Dia do Acupunturista e do Shiatsuterapeuta os estados do Rio de Janeiro, São Paulo e Paraná.
O dia 8 de Abril é o Dia do Shiatsu segundo o calendário oficial do Japão e Canadá. Praticantes de todo o mundo comemoram o Dia do Shiatsu neste dia. No Brasil, a Associação Brasileira do Shiatsu reconhece a data.

## Aplicações

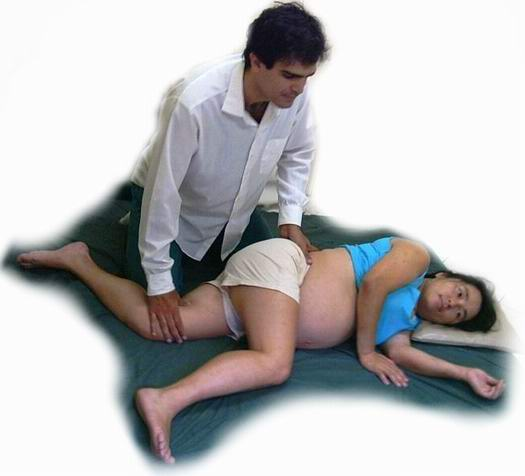
O shiatsu é excelente para momentos especiais de adaptação do corpo humano, como a adolescência, a gestação ou mesmo a menopausa

O shiatsu tem aplicações variadas, sendo a principal a manutenção da saúde individual e coletiva. Pode tratar desde problemas físicos (exemplos: problemas de rim, evacuação, queimação de estômago, dores de coluna); problemas psicossomáticos (hipertensão nervosa, doenças de fundo emocional ou psicológico e ainda autoimunes, insônia, depressão etc); emocionais (como baixa autoestima, apatia, transtornos de apetite).

## Princípios
O princípio da "pressão com os dedos" é o principal norte da prática, que conta com muitas variações. Diz-se que apenas o praticante avançado de shiatsu tem condições de, recebendo ou assistindo uma prática corporal acontecer, definir que o que se está fazendo é shiatsu ou não. De qualquer modo, as duas principais linhas de pensamento no shiatsu divide a prática terapêutica entre aquela que utiliza os conceitos das medicinas tradicionais do oriente (em especial da chamada medicina tradicional chinesa) e a que se baseia no estudo da biologia humana por um viés ocidental somada a memorização de uma extensa lista de pontos corporais dedicados a tratar a pessoa submetida a técnica.

## Shiatsue a Medicina Tradicional do Oriente
Boa parte das escolas de Shiatsu no mundo utiliza uma seleção de teorias provenientes tanto da medicina tradicional chinesa como de preceitos de saúde tradicionais da cultura japonesa. Segundo tais teorias, o fluxo da energia vital (ou Chi, chinês, e Ki, japonês) se faz por meio de canais (vasos) no corpo humano - semelhante ao sangue pelas veias e artérias - conhecidos como meridianos. Em alguns pontos, o fluxo desta energia pode se alterar e criar um padrão de desequilíbrio ou desarmonia. Este se refletirá na saúde física e mental da pessoa acometida. No Shiatsu, os meridianos e seus pontos (os mesmos pontos da acupuntura) são pressionados para normalizar o fluxo da energia Ki.
Há dezenas de meridianos, catalogados pelos orientais ao longo dos séculos. A maioria dos praticantes de shiatsu que se utilizam desses fundamentos, contudo, aprendem um sistema principal de doze meridianos, além de um auxiliar, com mais dois.

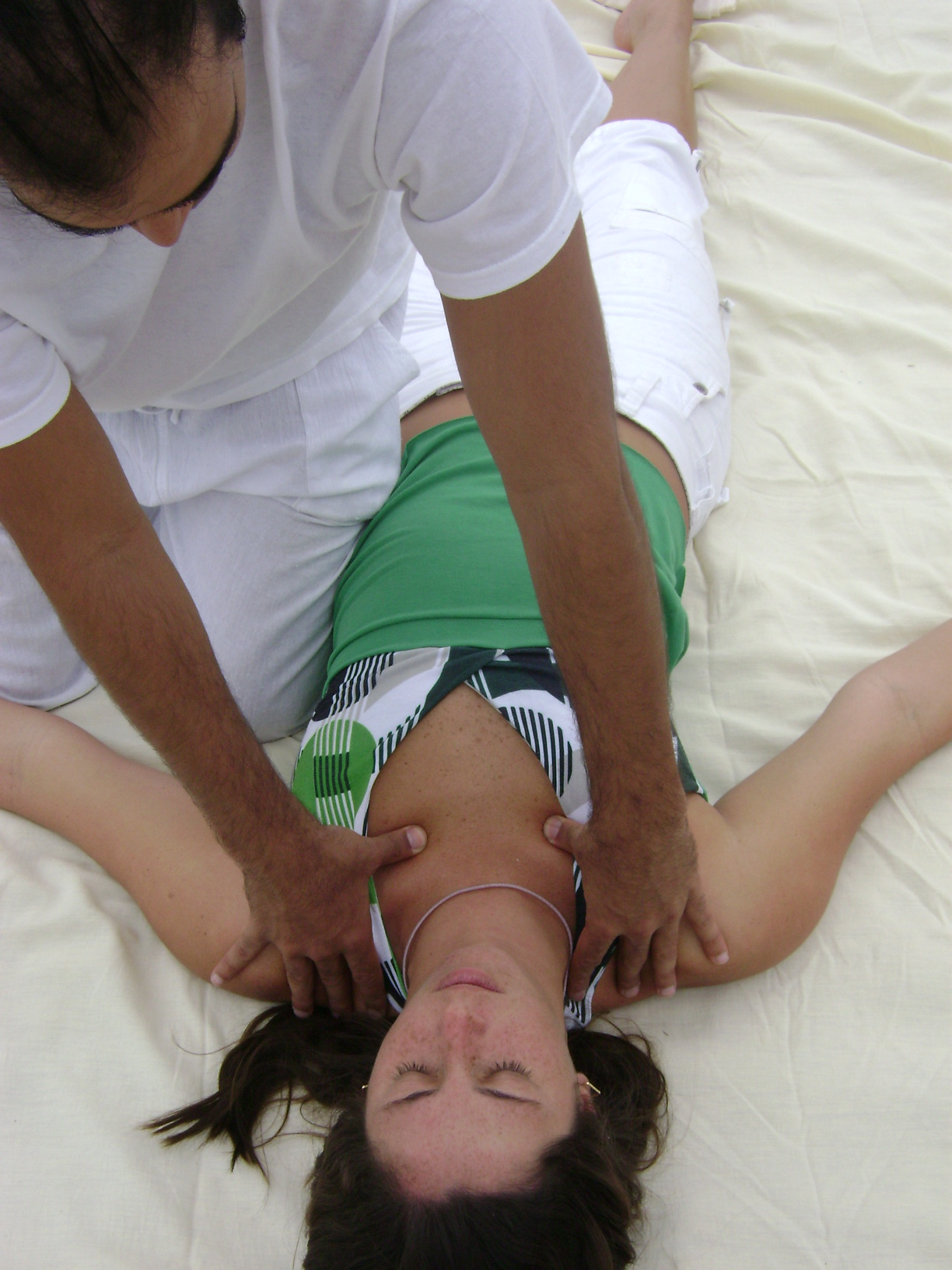
Trabalho de shiatsu sobre o Meridiano do Rim

Cada meridiano está relacionado a certas características orgânicas, psicológicas, emocionais, além de regiões diferentes da musculatura. Os doze meridianos básicos são:
- Pulmões
- Mestre do Coração/Pericárdio/Circulação-Sexo
- Coração
- Intestino Delgado
- Triplo-Aquecedor
- Intestino Grosso e fino
- Baço-Pâncreas
- Fígado
- Rins
- Bexiga
- Vesícula Biliar
- Estômago

O sistema auxiliar inclui:
- Vaso-Concepção, na parte anterior do corpo.
- Vaso-Governador, na parte posterior do corpo.

## Validação científica
Pesquisa em 2018, concluiu que o Shiatsu é eficaz na melhora dos sintomas de medo, angústia, dores musculares, depressão e ansiedade, através do reequilíbrio fisiológico e energético, sendo terapia complementar indicada na síndrome do pânico, sendo necessário comprovações por meio de estudos práticos para afirmar com exatidão as causas para determinar como e qual tipo de aplicação da shiatsuterapia, dados publicados da "Revista Científica Multidisciplinar Núcleo do Conhecimento".
Pesquisa na USP, 2013, comprova que o Shiatsu impacta na vida de pessoas com dores, segundo estudo da FMUSP, isso afirma a eficaz aplicação do Shiatsu no cenário das novas tecnologias em saúde como uma técnica terapêutica japonesa que impactou no bem-estar de pessoas portadoras de fibromialgia. 
De acordo com a instituição Cancer Research UK, "não existe evidência científica que prove que shiatsu possa curar qualquer tipo de doença, incluindo câncer".